# The Look of Love (альбом Дайаны Кролл)
| Оценки критиков                      | Оценки критиков |
| Источник                             | Оценка          |
| ------------------------------------ | --------------- |
| AllMusic                             | [ 1 ]           |
| Robert Christgau                     | [ 2 ]           |
| Entertainment Weekly                 | A−              |
| Tom Hull                             | B+              |
| The Penguin Guide to Jazz Recordings | [ 5 ]           |

The Look of Love — шестой студийный альбом канадской певицы Дайаны Кролл, вышедший 18 сентября 2001 года на лейбле Verve Records. Он стал первым альбомом Кролл, возглавившим канадский чарт альбомов. В 2002 году альбом принёс звукорежиссёру Элу Шмитту премию «Грэмми» в номинации «Лучший сведённый альбом, неклассика» и получил премию «Джуно» в номинации «Альбом года» в Канаде.
Аранжировщик Клаус Огерман использовал для «S’Wonderful» оркестровку, аналогичную той, которую он написал для альбома Жуана Жилберту Amoroso 1976 года.

## Об альбоме
Альбом получил положительные отзывы музыкальных критиков. В 2002 году альбом принёс звукорежиссёру Элу Шмитту премию «Грэмми» в номинации «Лучший сведённый альбом, неклассика».
Джим Сантелла из журнала All About Jazz отметил: «Пышные струнные и скользящие флейты окружают нежный вокал Дайаны Кролл. Даже её значительные фортепианные интерлюдии приобретают вид дрейфующих туманов благодаря смешению оркестровых тембров. С акцентом на её знойные вокальные интерпретации, последний альбом обращён к широкой аудитории популярной музыки. В этом нет ничего плохого. Просто поклонники джаза обычно хотят импровизированных партий вместе с мелодиями… Интерпретируя классические песни о любви, последний альбом Кролл обращён к романтическим интересам. Однако нагромождение большого струнного оркестра заслоняет общую картину».
Джон Крейкбергс из PopMatters написал: «Проще говоря, её фортепианные навыки более чем достаточны, чтобы поддержать её невероятный голос. Но именно это и делает The Look of Love таким безумным. Фортепианная работа Кролл практически отсутствует в большинстве треков, за исключением нескольких несерьёзных соло, которые часто тонут в море слишком пышных струнных и оркестровых аранжировок».
Даг Рэмси из JazzTimes отметил: «Песни, включая заглавную мелодию Берта Бахараха, превосходны. Аранжировки и исполнение подчёркивают их. Пение Кралл улучшается с каждым альбомом. Оно находится на высоком уровне. Если её звукозаписывающая компания сможет сделать её главной звездой с такими хорошими альбомами, и если она не отодвинет её фортепиано на задний план, у серьёзных слушателей не должно быть претензий». Рецензент Cosmopolis отметил: «Своим новым альбомом The Look of Love Дайана Кролл подтверждает свой исключительный статус джазовой певицы. Её новый диск немного отполирован, слишком чист, но ни в коем случае не китч, как можно было бы опасаться, поскольку альбом был записан вместе с Лондонским симфоническим оркестром. Но особый, иногда грубоватый характер её предыдущих записей отсутствует».
Диск возглавил джазовый чарт в США (Billboard Jazz) и был № 1 в Traditional Jazz Albums.

## Список композиций
| №   | Название                            | Автор(ы)                             | Длительность |
| --- | ----------------------------------- | ------------------------------------ | ------------ |
| 1.  | «S'Wonderful»                       | George Gershwin Ira Gershwin         | 4:28         |
| 2.  | «Love Letters»                      | Victor Young Edward Heyman           | 4:55         |
| 3.  | «I Remember You»                    | Johnny Mercer Victor Schertzinger    | 3:55         |
| 4.  | «Cry Me a River»                    | Arthur Hamilton                      | 5:03         |
| 5.  | «Besame Mucho»                      | Consuelo Velázquez                   | 6:40         |
| 6.  | «The Night We Called It a Day»      | Tom Adair Matt Dennis                | 5:41         |
| 7.  | «Dancing in the Dark»               | Howard Dietz Arthur Schwartz         | 5:48         |
| 8.  | «I Get Along Without You Very Well» | Hoagy Carmichael Jane Brown Thompson | 3:44         |
| 9.  | «The Look of Love»                  | Burt Bacharach Hal David             | 4:42         |
| 10. | «Maybe You'll Be There»             | Rube Bloom Sammy Gallop              | 5:30         |

| №   | Название               | Автор(ы)                                | Длительность |
| --- | ---------------------- | --------------------------------------- | ------------ |
| 11. | «The Man with the Bag» | Dudley Brooks Hal Stanley Irving Taylor | 2:02         |
| 12. | «Charmed Life»         | Diana Krall                             | 2:48         |

| №  | Название                                      | Автор(ы)                | Длительность |
| -- | --------------------------------------------- | ----------------------- | ------------ |
| 1. | «Charmed Life»                                | Krall                   | 2:48         |
| 2. | «But Not for Me»                              | G. Gershwin I. Gershwin | 5:09         |
| 3. | «I Love Being Here with You» (live recording) | Peggy Lee Bill Schluger | 5:32         |
| 4. | «Maybe You'll Be There» (live recording)      | Bloom Gallop            | 5:24         |
| 5. | «The Look of Love» (enhanced video)           |                         |              |

| №  | Название                                          | Автор(ы)                | Длительность |
| -- | ------------------------------------------------- | ----------------------- | ------------ |
| 1. | «I Love Being Here with You» (live) (music video) |                         |              |
| 2. | «The Look of Love» (music video)                  |                         |              |
| 3. | «Maybe You'll Be There» (live) (audio track)      | Bloom Gallop            | 5:24         |
| 4. | «Charmed Life» (audio track)                      | Krall                   | 2:48         |
| 5. | «But Not for Me» (audio track)                    | G. Gershwin I. Gershwin | 5:09         |

## Позиции в чартах
| Чарт (2001—2002)                        | Высшая позиция |
| --------------------------------------- | -------------- |
| Австралия (ARIA)                        | 7              |
| Австралия Jazz & Blues Albums (ARIA)    | 1              |
| Австрия (Ö3 Austria)                    | 15             |
| Бельгия/Валлония (Ultratop)             | 13             |
| Канада (Canadian Albums Chart)          | 1              |
| Дания (Hitlisten)                       | 27             |
| Нидерланды (Album Top 100)              | 49             |
| Европа European Albums (Music & Media)  | 14             |
| Франция (SNEP)                          | 5              |
| Германия (Offizielle Top 100)           | 15             |
| Ирландия (IRMA)                         | 50             |
| Италия (Classifica album)               | 27             |
| Япония (Oricon)                         | 34             |
| Новая Зеландия (RMNZ)                   | 6              |
| Норвегия (VG-lista)                     | 15             |
| Польша (ZPAV)                           | 7              |
| Португалия (AFP)                        | 1              |
| Шотландия (Scottish Albums Chart)       | 49             |
| Испания (AFYVE)                         | 17             |
| Швеция (Sverigetopplistan)              | 36             |
| Швеция Jazz Albums (Sverigetopplistan)  | 1              |
| Швейцария (Schweizer Hitparade)         | 29             |
| Великобритания (UK Albums Chart)        | 23             |
| 1                                       |                |
| США (Billboard 200)                     | 9              |
| США (Billboard Top Jazz Albums)         | 1              |
| США Traditional Jazz Albums (Billboard) | 1              |

## Сертификации
| Регион | Сертификация  | Продажи    |
| --- | ------------- | ---------- |
| Австралия (ARIA) | Платиновый    | 70 000^    |
| Австрия (IFPI Austria)                                                                                                   | Золотой       | 20 000*    |
| Бразилия (ABPD) | Золотой       | 50 000*    |
| Канада (Music Canada) | 7× Платиновый | 700 000^   |
| Дания (IFPI Danmark) | Золотой       | 25 000^    |
| Франция (SNEP) | Платиновый    | 300 000*   |
| Германия (BVMI) | Золотой       | 10 000^    |
| Новая Зеландия (RMNZ) | Платиновый    | 15 000^    |
| Швейцария (IFPI Switzerland)                                                                                             | Золотой       | 20 000^    |
| Великобритания (BPI) | Золотой       | 100 000^   |
| США (RIAA) | Платиновый    | 1,600,000  |
| Итого |               |            |
| Европа (IFPI) | Платиновый    | 1 000 000* |
| * Данные о продажах приведены только на основе сертификации. ^ Данные о тиражах приведены только на основе сертификации. |               |            |